# Actinopterygii
Gli attinotterigi (Actinopterygii Cope, 1887) sono una classe di vertebrati, comprendente la maggior parte dei pesci ossei viventi. Il loro nome deriva dal greco aktis = raggio + pterygion, diminutivo di pteryx = ala, e fa riferimento alla loro principale caratteristica comune che è di possedere pinne sostenute da raggi.

## Origine ed evoluzione
Gli attinopterigi ebbero origine nel Siluriano superiore, ma queste forme sono note solo da scaglie (Dialipina, Andreolepis). Soltanto a partire dal Devoniano medio gli attinopterigi divennero abbondanti, con forme come Cheirolepis e Moythomasia. Gli attinopterigi più primitivi (Palaeonisciformes), dotati di corpi rivestiti di pesanti squame ganoidi, si diffusero tra il Carbonifero ed il Triassico; accanto a queste forme vivevano pesci leggermente più evoluti (Canobius, Saurichthys, Perleidus, Birgeria e i cosiddetti Chondrostei). Forme ancor più evolute ("olostei") ne presero il posto tra il Triassico e il Giurassico. A partire dal Giurassico si diffuse il gruppo di pesci oggi più rappresentato, quello dei teleostei, preceduti da pesci dalle caratteristiche intermedie (Hypsocormus, Thrissops, Pholidophorus, Leptolepis). Nel corso del Cretaceo superiore e del Cenozoico si diffusero tutte le forme note attualmente, nei mari e nelle acque dolci.

## Descrizione
La loro principale caratteristica, suggerita anche dal nome, è di possedere pinne sostenute da raggi. Questi raggi (lepidotrichi) sono articolati a diversi elementi ossei o cartilaginei paralleli tra loro, detti radiali, il che li differenzia dai pesci a pinne carnose (Sarcopterygii).
Altra caratteristica di questa classe è la presenza di una vescica natatoria, una sacca polmonare modificata contenente una miscela di gas, che consente una sofisticata regolazione dell'assetto idrodinamico.
Gli attinopterigi sono inoltre accomunati dalla presenza di un leggero e flessibile rivestimento di scaglie, costituite da sottili placche ossee.
Al di là di queste caratteristiche comuni si presentano con una ampia variabilità di forme.

## Distribuzione
La classe degli attinopterigi ha una distribuzione ubiquitaria: popolano sia le acque salate sia quelle dolci, dalle acque tropicali a quelle gelide dell'Artico, dai mari alle paludi, dai laghi d'alta montagna ai torrenti acidi.

## Classificazione

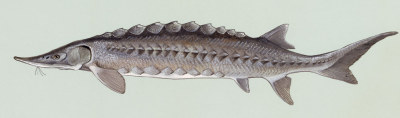
Acipenser oxyrinchus (Acipenseriformes)

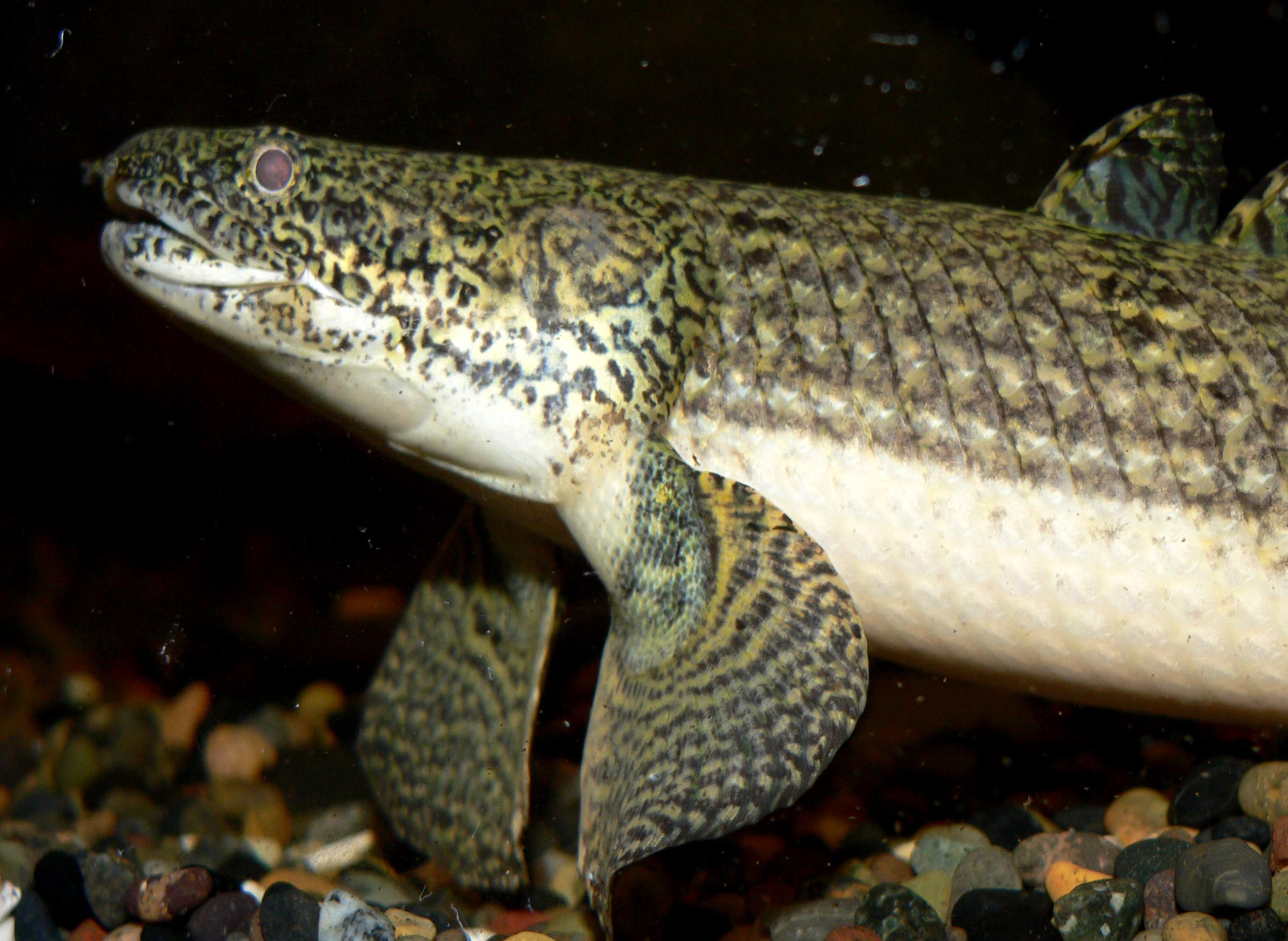
Polypterus weeksii (Polypteriformes)

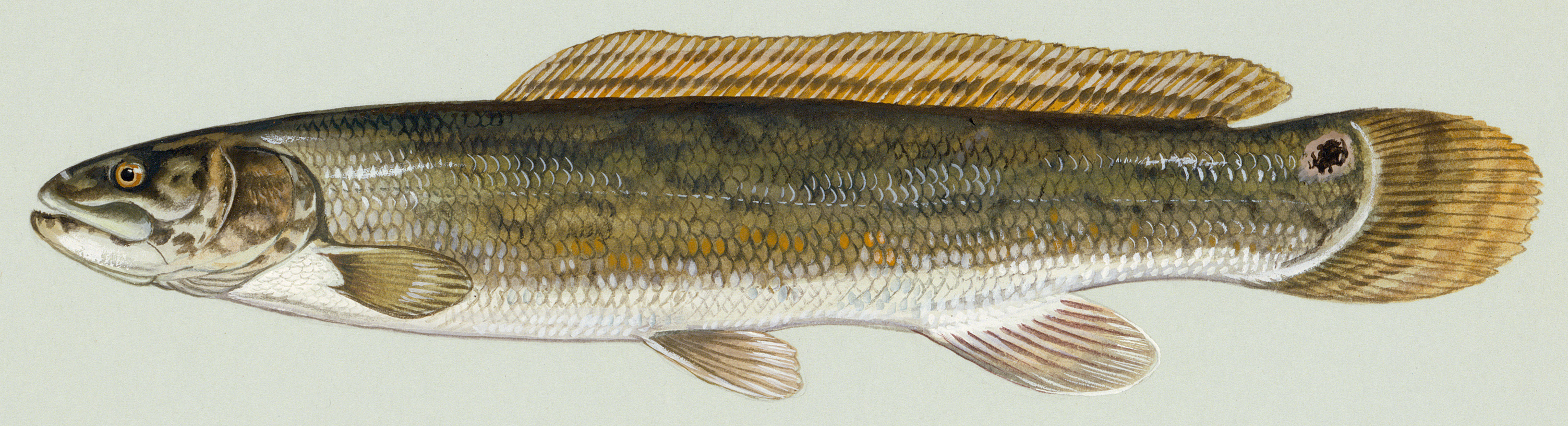
Amia calva (Amiiformes)

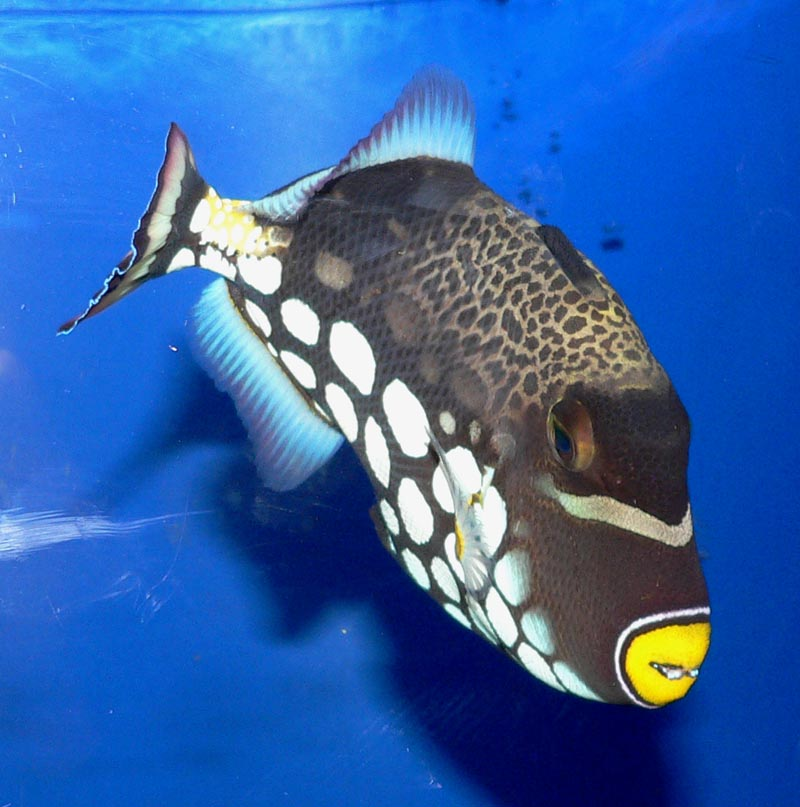
Balistoides conspicillum (Teleostei, Tetraodontiformes, Balistidae)

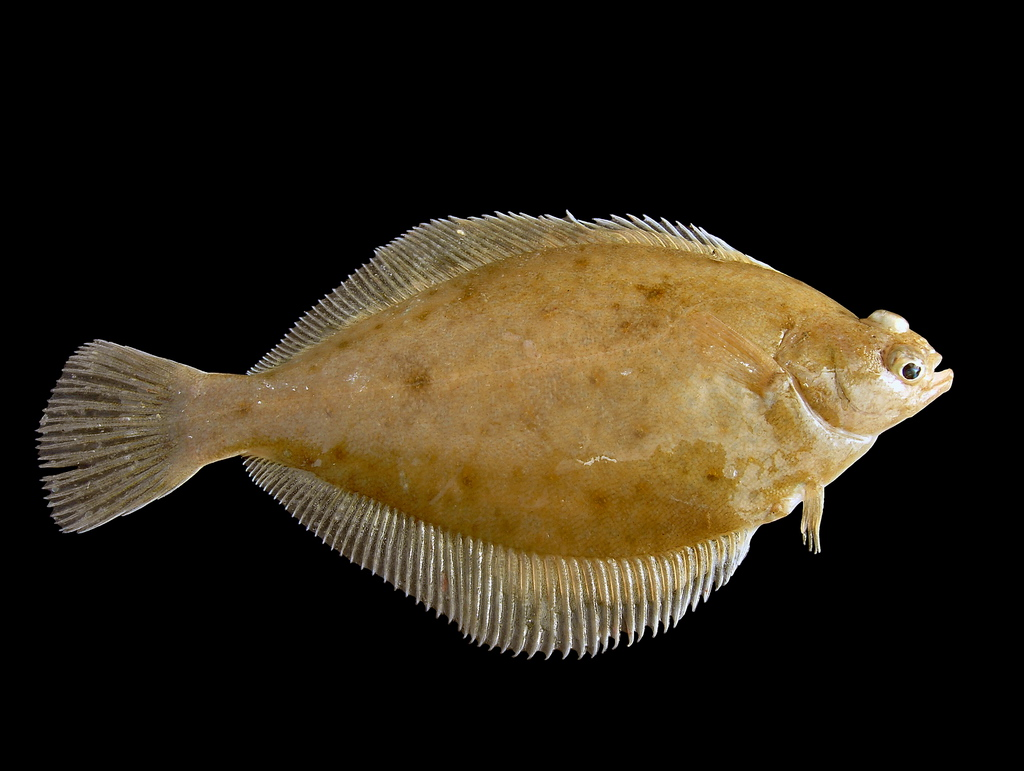
Limanda limanda (Teleostei, Pleuronectiformes, Pleuronectidae)

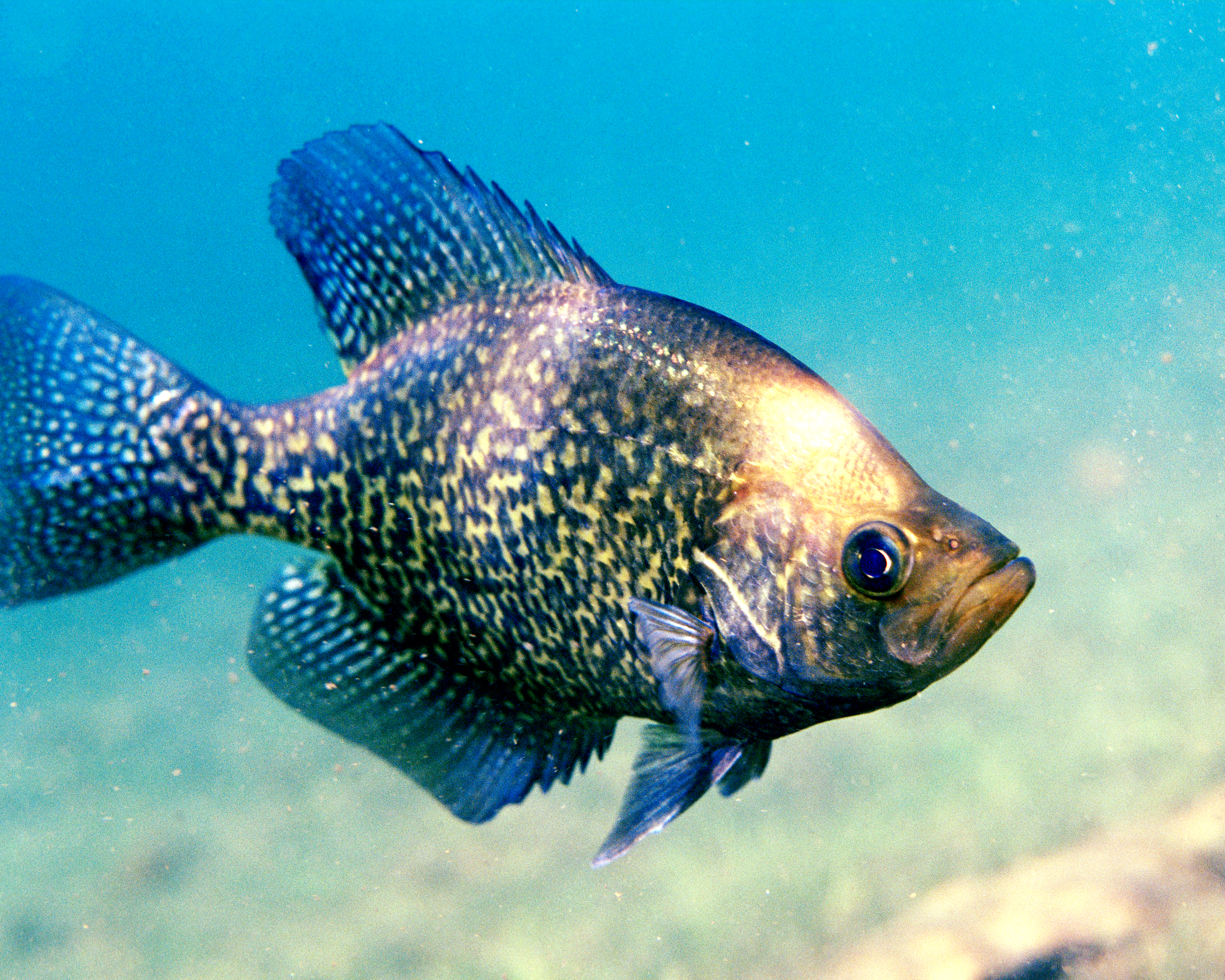
Pomoxis nigromaculatus (Teleostei, Perciformes, Centrarchidae)

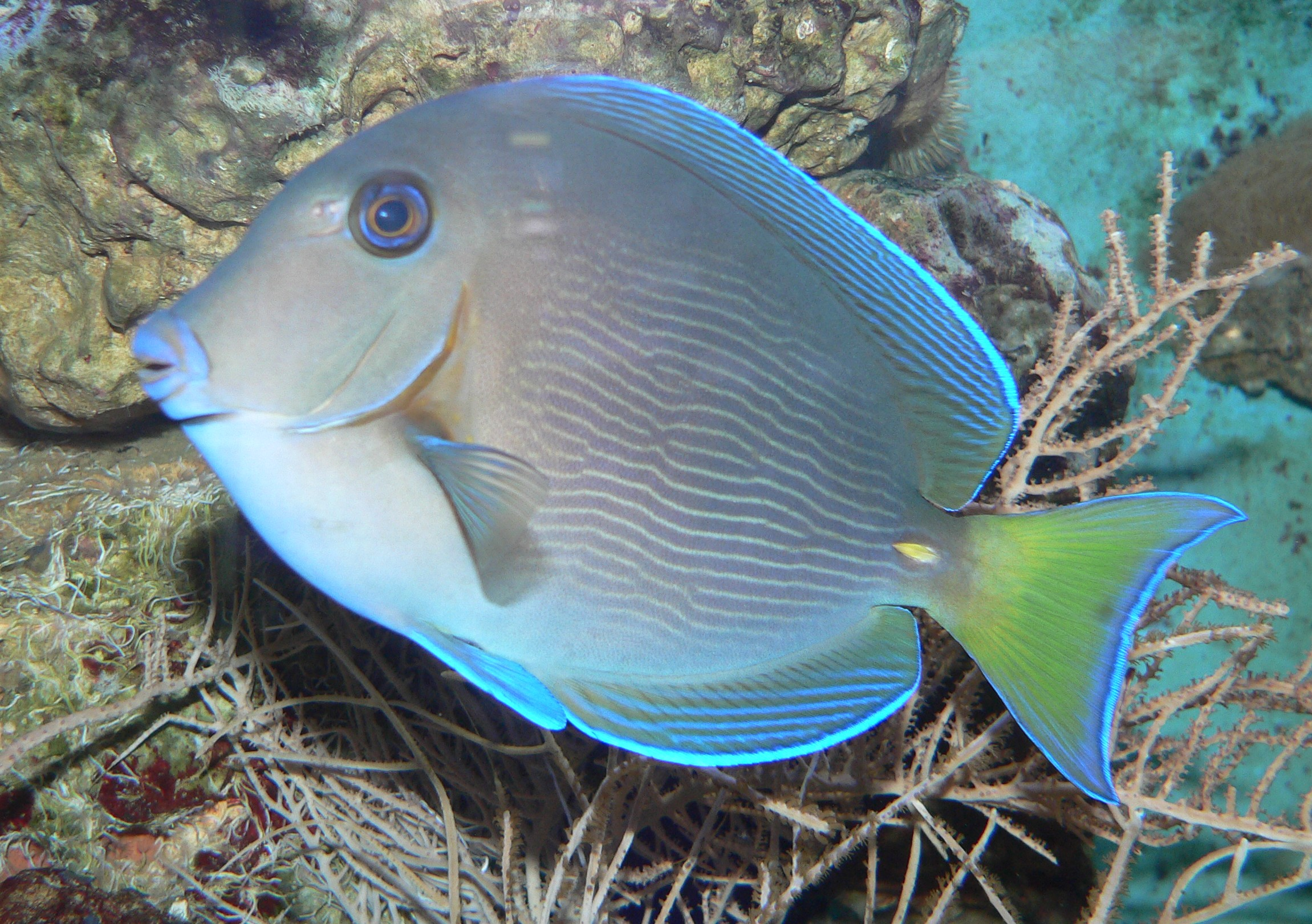
Ctenochaetus hawaiiensis (Teleostei, Perciformes, Acanthuridae)

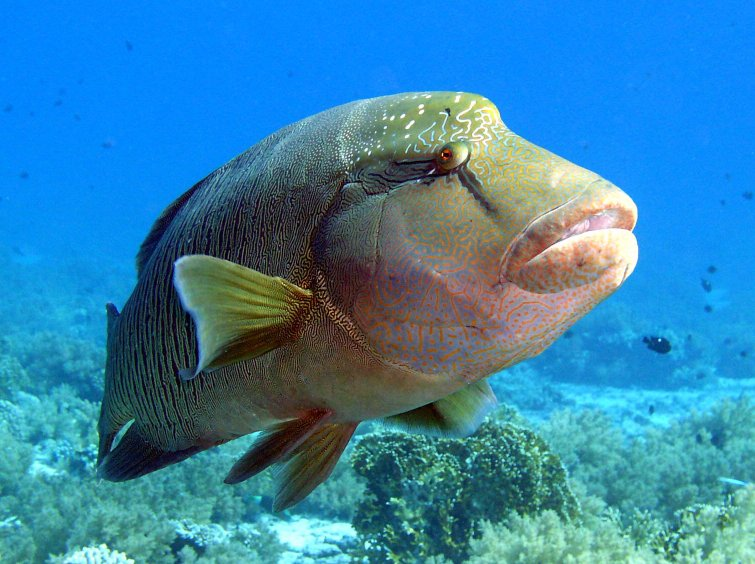
Cheilinus undulatus (Teleostei, Perciformes, Labridae)

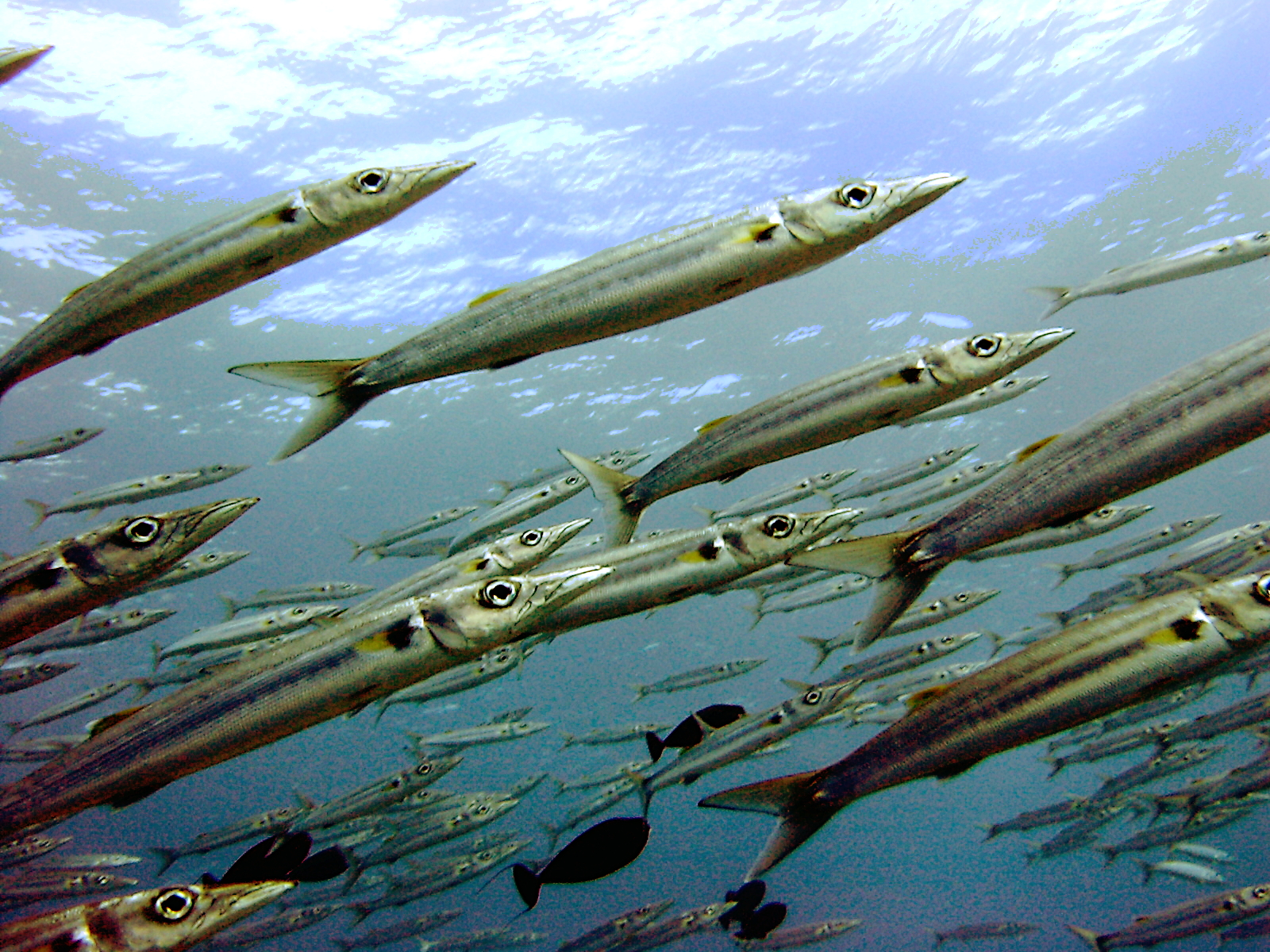
Sphyraena forsteri (Teleostei, Perciformes, Sphyraenidae)

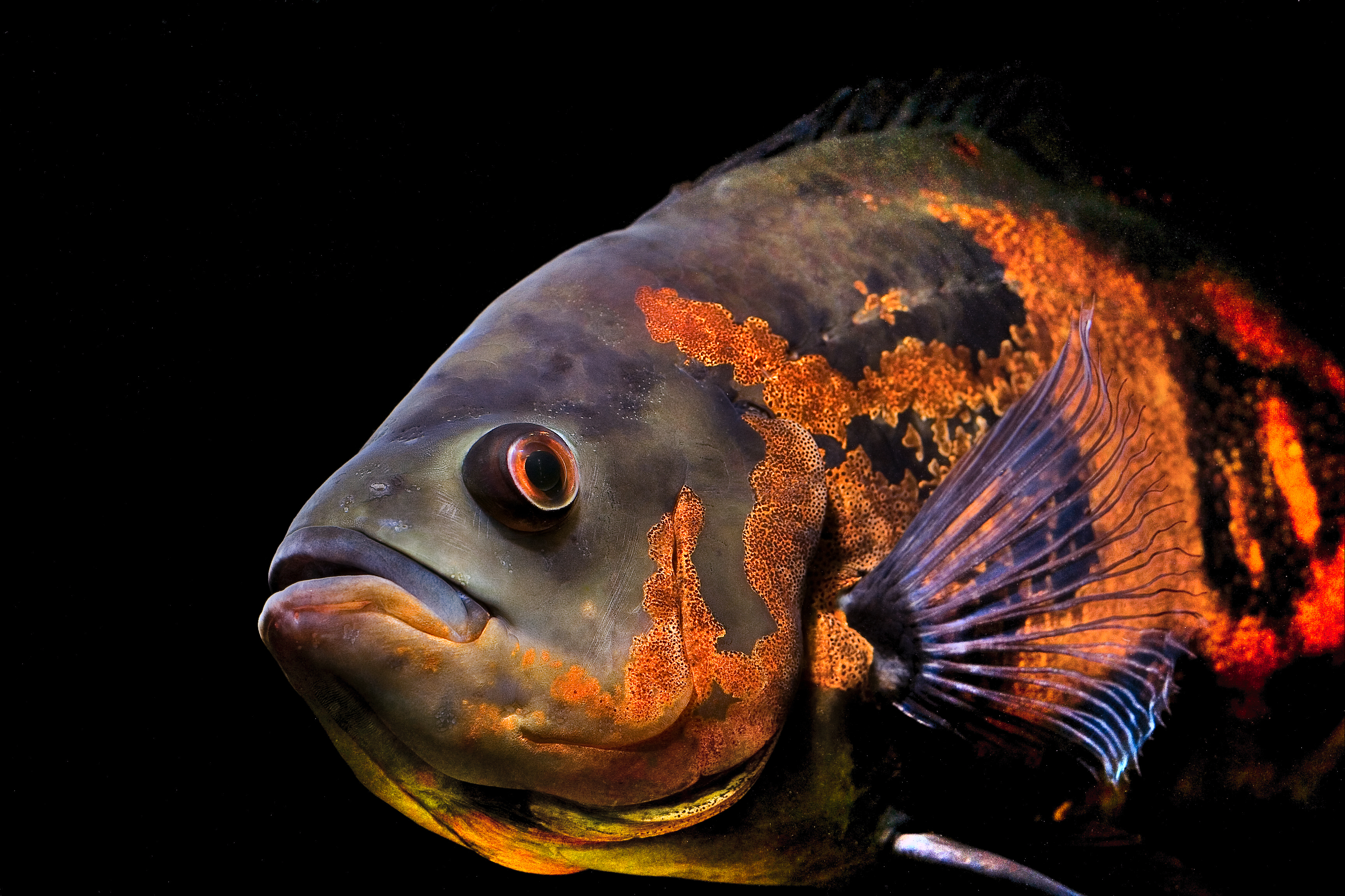
Astronotus ocellatus (Teleostei, Perciformes, Cichlidae)

### Classificazione tradizionale
La classificazione tradizionale, basata su caratteristiche morfologiche e fisiologiche, suddivide gli attinopterigi in due sottoclassi, Chondrostei e Neopterygii. I Neopterygii sono a loro volta suddivisi in due infraclassi, Holostei e Teleostei. Quest'ultimo è senz'altro il raggruppamento più numeroso, comprendendo la gran parte delle specie di attinopterigi viventi.
Classe Actinopterygii
- Sottoclasse Chondrostei
  - Ordine Acipenseriformes
  - Ordine Polypteriformes
- Sottoclasse Neopterygii
  - Infraclasse Holostei
    - Ordine Amiiformes
    - Ordine Ionoscopiformes
    - Ordine Semionotiformes

  - Infraclasse Teleostei
    - Superordine Acanthopterygii
      - Ordine Atheriniformes
      - Ordine Beloniformes
      - Ordine Beryciformes
      - Ordine Cyprinodontiformes
      - Ordine Gasterosteiformes
      - Ordine Mugiliformes
      - Ordine Perciformes
      - Ordine Pleuronectiformes
      - Ordine Scorpaeniformes
      - Ordine Stephanoberyciformes
      - Ordine Synbranchiformes
      - Ordine Syngnathiformes
      - Ordine Tetraodontiformes
      - Ordine Zeiformes

    - Superordine Clupeomorpha
      - Ordine Clupeiformes

    - Superordine Cyclosquamata
      - Ordine Aulopiformes

    - Superordine Elopomorpha
      - Ordine Albuliformes
      - Ordine Anguilliformes
      - Ordine Elopiformes
      - Ordine Notacanthiformes
      - Ordine Saccopharyngiformes

    - Superordine Lampridiomorpha
      - Ordine Lampridiformes

    - Superordine Ostariophysi
      - Ordine Characiformes
      - Ordine Cypriniformes
      - Ordine Gonorynchiformes
      - Ordine Gymnotiformes
      - Ordine Siluriformes

    - Superordine Osteoglossomorpha
      - Ordine Osteoglossiformes
      - Ordine Hiodontiformes

    - Superordine Paracanthopterygii
      - Ordine Batrachoidiformes
      - Ordine Gadiformes
      - Ordine Lophiiformes
      - Ordine Ophidiiformes
      - Ordine Percopsiformes

    - Superordine Polymyxiomorpha
      - Ordine Polymixiiformes

    - Superordine Protacanthopterygii
      - Ordine Esociformes
      - Ordine Osmeriformes
      - Ordine Salmoniformes

    - Superordine Scopelomorpha
      - Ordine Myctophiformes

    - Superordine Sternopterygii
      - Ordine Ateleopodiformes
      - Ordine Stomiiformes

### Classificazione filogenetica
La classificazione filogenetica, basata su caratteristiche indagabili con gli strumenti della moderna biologia molecolare, propone una suddivisione degli attinopterigi in base ai loro rapporti evolutivi, rappresentati in forma di albero filogenetico.
La classificazione filogenetica, ancora in divenire, presenta diversi punti di contraddizione con la classificazione tradizionale.
```
▲ GNATHOSTOMATA

└─o 
Actinopterygii

  ├─o 
Cladistii

  │ └─o 
Polypteriformes

  └─o 
Actinopteri

    └─o
      ├─o 
Chondrostei

      │ └─o 
Acipenseriformes

      └─o 
Neopterygii

        ├─o 
Ginglymodi

        │ └─o 
Lepisosteiformes

        └─o 
Halecostomi

          ├─o 
Halecomorpha

          │ └─o 
Amiiformes

          └─o
            └─o 
TELEOSTEI ►
```

Classificazione in dettaglio
```
▲ GNATHOSTOMATA

└─o Actinopterygii
  ├─o 
Cladistii

  │ ├─o 
Guildayichthyiformes
 (clade estinto)
  │ └─o 
Polypteriformes

  └─o 
Actinopteri

    ├─o 
Tarrasiiformes
 (clade estinto)
    └─o
      ├─o 
Cheirolepiformes
 (clade estinto)
      └─o
        ├─o 
Paramblypteriformes
 (clade estinto)
        └─o
          ├─o 
Mansfieldiscus
 (clade estinto)
          ├─o 
Mimia
 (clade estinto)
          ├─o 
Melanecta
 (clade estinto)
          └─o
            ├─o
            │ ├─o 
Aesopichthyidae
 (clade estinto)
            │ └─o 
Rhadinichthyidae
 (clade estinto)
            └─o
              ├─o 
Moythomasia
 (clade estinto)
              └─o
                ├─o 
Woodichthys
 (clade estinto)
                └─o
                  ├─o 
Kentuckia
 (clade estinto)
                  └─o
                    ├─o 
Pteronisculus
 (clade estinto)
                    └─o
                      ├─o 
Phanerorhynchiformes
 (clade estinto)
                      ├─? 
Luganoiiformes
 (clade estinto)
                      │ ├─o 
Luganoiidae
 (clade estinto)
                      │ ├─o 
Habroichtyidae
 (clade estinto)
                      │ └─o 
Thoracopteridae
 (clade estinto)
                      ├─? 
Haplolepiformes
 (clade estinto)
                      ├─? 
Ptycholepiformes
 (clade estinto)
                      └─o
                        ├─o 
Amblypteridae
 (clade estinto)
                        └─o
                          ├─o
                          │ ├─o 
Redfieldiidae
 (clade estinto)
                          │ └─o
                          │   ├─o
                          │   │ ├─o 
Amphicentridae
 (clade estinto)
                          │   │ └─? 
Dorypteriformes
 (clade estinto)
                          │   └─o 
Platysomoidei
 (clade estinto)
                          │     ├─o 
Bobasatraniidae
 (clade estinto)
                          │     ├─o 
Chirodontidae
 (clade estinto)
                          │     └─o 
Platysomidae
 (clade estinto)
                          └─o
                            ├─o 
Chondrostei

                            │ ├─o 
Birgeriidae
 (clade estinto)
                            │ └─o
                            │   ├─o 
Saurichthyiformes
 (clade estinto)
                            │   └─o 
Acipenseriformes

                            │     ├─? 
Errolichthyidae
 (clade estinto)
                            │     └─o
                            │       ├─o 
Chondrosteidae
 (clade estinto)
                            │       └─o 
Acipenseristomi

                            │         ├─o 
Peipiaosteidae
 (clade estinto)
                            │         │ ├─o 
Stichopterinae
 (clade estinto)
                            │         │ └─o 
Spherosteinae
 (clade estinto)
                            │         └─o 
Acipenseroidei

                            │           ├─o 
Acipenseridae

                            │           │ ├─o 
Husinae

                            │           │ └─o 
Acipenserinae

                            │           │   ├─o 
Acipenserini

                            │           │   └─o 
Scaphirhychini

                            │           └─o 
Polyodontidae

                            │             ├─o 
Protopsephuri
 (clade estinto)
                            │             └─o 
Polyodonti

                            │               ├─o 
Paleopsephurinae
 (clade estinto)
                            │               └─o 
Polydontinae

                            │                 ├─o 
Psephurini

                            │                 └─o 
Polyodontini

                            └─o
                              ├─? 
Palaeonisciformes
 (clade estinto)
                              │ ├─o 
Aeduellidae
 (clade estinto)
                              │ ├─o 
Commentryidae
 (clade estinto)
                              │ ├─o 
Acrolepidae
 (clade estinto)
                              │ ├─o 
Canobiidae
 (clade estinto)
                              │ ├─o 
Elonichthyidae
 (clade estinto)
                              │ ├─o 
Palaeoniscidae
 (clade estinto)
                              │ ├─o 
Pygopteridae
 (clade estinto)
                              │ └─o 
Rhabdolepidae
 (clade estinto)
                              └─o
                                ├─o 
Pholidopleuriformes
 (clade estinto)
                                └─o
                                  ├─o 
Peltopleuriformes
 (clade estinto)
                                  │ ├─? 
Polzbergiidae
 (clade estinto)
                                  │ ├─o 
Peltopleuridae
 (clade estinto)
                                  │ └─o
                                  │   ├─o 
Habroichthys
 (clade estinto)
                                  │   └─o 
Thoracopteridae
 (clade estinto)
                                  └─o
                                    ├─o 
Perleidiformes
 (clade estinto)
                                    │ ├─? 
Aetheodontidae
 (clade estinto)
                                    │ ├─? 
Platysiagidae
 (clade estinto)
                                    │ ├─o 
Cleithrolepidae
 (clade estinto)
                                    │ └─o 
Perleididae
 (clade estinto)
                                    └─o 
Neopterygii

                                      ├─o 
Ginglymodi

                                      │ ├─o 
Macrosemiiformes
 (clade estinto)
                                      │ └─o 
Lepisosteiformes

                                      └─o 
Halecostomi

                                        ├─o 
Halecomorpha

                                        │ ├─o 
Parasemionotiformes
 (clade estinto)
                                        │ └─o
                                        │   ├─o 
Ionoscopiformes
 (clade estinto)
                                        │   │ ├─o 
Ionoscopidae
 (clade estinto)
                                        │   │ └─o
                                        │   │   ├─o 
Oshuniidae
 (clade estinto)
                                        │   │   └─o 
Ophiopsidae
 (clade estinto)
                                        │   └─o 
Amiiformes

                                        │     ├─o 
Caturoidea
 (clade estinto)
                                        │     │ ├─o 
Liodesmidae
 (clade estinto)
                                        │     │ └─o 
Caturidae
 (clade estinto)
                                        │     └─o 
Amioidea

                                        │       ├─o 
Sinamiidae
 (clade estinto)
                                        │       └─o 
Amiidae

                                        │         ├─o 
Amiopsinae
 (clade estinto)
                                        │         └─o 
Amiida

                                        │           ├─o 
Solnhofenamiinae
 (clade estinto)
                                        │           └─o 
Amiista

                                        │             ├─o 
Amiinae

                                        │             └─o 
Vidalamiinae
 (clade estinto)
                                        │               ├─o 
Calamopleurini
 (clade estinto)
                                        │               └─o 
Vidalamiini
 (clade estinto)
                                        └─o
                                          ├─o
                                          │ ├─o 
Semionotiformes
 (clade estinto)
                                          │ │ ├─o 
Dapediidae
 (clade estinto)
                                          │ │ └─o
                                          │ │   ├─o 
Acentrophoridae
 (clade estinto)
                                          │ │   └─o 
Semionotidae
 (clade estinto)
                                          │ └─o 
Pycnodontiformes
 (clade estinto)
                                          │   ├─? 
Hadrodontidae
 (clade estinto)
                                          │   ├─o 
Paramesturus
 (clade estinto)
                                          │   └─o
                                          │     ├─o 
Mesturus
 (clade estinto)
                                          │     └─o
                                          │       ├─o 
Micropycnodon
 (clade estinto)
                                          │       └─o
                                          │         ├─o 
Gyrodontidae
 (clade estinto)
                                          │         └─o
                                          │           ├─o 
Arduafrons prominoris
 (clade estinto)
                                          │           └─o
                                          │             ├─o 
Brembodontidae
 (clade estinto)
                                          │             └─o 
Pycnodontoidei
 (clade estinto)
                                          │               ├─o 
Eomesodon
 (clade estinto)
                                          │               └─o 
Pycnodontoidea
 (clade estinto)
                                          │                 ├─o 
Coccodontidae
 (clade estinto)
                                          │                 └─o 
Pycnodontidae
 (clade estinto)
                                          └─o
                                            ├─? 
Pachycormiformes
 (clade estinto)
                                            │
                                            └─o 
TELEOSTEI ►
```

- Ordine †?Asarotiformes Schaeffer 1968
- Ordine †?Discordichthyiformes Minikh 1998
- Ordine †?Paphosisciformes Grogan & Lund 2015
- Ordine †Cheirolepidiformes Kazantseva-Selezneva 1977
- Ordine †Paramblypteriformes Heyler 1969
- Ordine †Rhadinichthyiformes
- Ordine †Palaeonisciformes Hay 1902
- Ordine †Tarrasiiformes sensu Lund & Poplin 2002
- Ordine †Ptycholepiformes Andrews et al. 1967
- Ordine †Redfieldiiformes Berg 1940
- Ordine †Haplolepidiformes Westoll 1944
- Ordine †Aeduelliformes Heyler 1969
- Ordine †Platysomiformes Aldinger 1937
- Ordine †Dorypteriformes Cope 1871
- Ordine †Eurynotiformes Sallan & Coates 2013
- Sottoclasse Cladistii Pander 1860
  - Ordine †?Guildayichthyiformes Lund 2000
  - Ordine †Scanilepiformes Selezneya 1985
  - Ordine Polypteriformes Bleeker 1859 (politteri)
- Clade Actinopteri Cope 1972 s.s.
  - Ordine †Elonichthyiformes Kazantseva-Selezneva 1977
  - Ordine †Phanerorhynchiformes
  - Ordine †Saurichthyiformes Berg 1937
  - Sottoclasse Chondrostei
    - Ordine †Birgeriiformes Jin 2001
    - Ordine †Chondrosteiformes
    - Ordine Acipenseriformes Berg 1940 (storioni e pesci spatola)

  - Sottoclasse Neopterygii Regan 1923 sensu Xu & Wu 2012
    - Ordine †Louwoichthyiformes Xu 2020
    - Ordine †Pholidopleuriformes Berg 1937
    - Ordine †Peltopleuriformes Lehman 1966
    - Ordine †Perleidiformes Berg 1937
    - Ordine †Luganoiiformes Lehman 1958
    - Ordine †Pycnodontiformes Berg 1937
    - Infraclasse Holostei Muller 1844
      - Divisione Halecomorpha Cope 1872 sensu Grande & Bemis 1998
        - Ordine †Panxianichthyiformes Sun et al., 2017
        - Ordine †Parasemionotiformes Lehman 1966
        - Ordine †Ionoscopiformes Grande & Bemis 1998
        - Ordine Amiiformes Huxley 1861 sensu Grande & Bemis 1998 (amia calva)

      - Divisione Ginglymodi Cope 1871
        - Ordine †Dapediiformes Thies & Waschkewitz 2015
        - Ordine †Kyphosichthyiformes Sun & Ni 2017
        - Ordine †Semionotiformes Arambourg & Bertin 1958
        - Ordine Lepisosteiformes Hay 1929 (lucci alligatore)

    - Clade Teleosteomorpha Arratia 2000 sensu Arratia 2013
      - Ordine †Prohaleciteiformes Arratia 2017
      - Divisione Aspidorhynchei Nelson, Grand & Wilson 2016
        - Ordine †Aspidorhynchiformes Bleeker 1859
        - Ordine †Pachycormiformes Berg 1937

      - Infraclasse Teleostei Müller 1844 sensu Arratia 2013
        - Ordine †?Araripichthyiformes
        - Ordine †?Ligulelliiformes Taverne 2011
        - Ordine †?Tselfatiiformes Nelson 1994
        - Ordine †Pholidophoriformes Berg 1940
        - Ordine †Ankylophoriformes Taverne 2013
        - Ordine †Catervarioliformes Taverne 2013
        - Ordine †Dorsetichthyiformes Nelson, Grand & Wilson 2016
        - Ordine †Leptolepidiformes
        - Ordine †Crossognathiformes Taverne 1989
        - Ordine †Ichthyodectiformes Bardeck & Sprinkle 1969
        - Teleocephala de Pinna 1996 s.s.
          - Megacoorte Elopocephalai Patterson 1977 sensu Arratia 1999 (Elopomorpha Greenwood et al. 1966)
            - Ordine Elopiformes Gosline 1960 (tarponi)
            - Ordine Albuliformes Greenwood et al. 1966 sensu Forey et al. 1996 (bonefishes)
            - Ordine Notacanthiformes Goodrich 1909 (alosauri)
            - Ordine Anguilliformes Jarocki 1822 sensu Goodrich 1909 (anguille)

          - Megacoorte Osteoglossocephalai sensu Arratia 1999
            - Supercoorte Osteoglossocephala sensu Arratia 1999 (Osteoglossomorpha Greenwood et al. 1966)
              - Ordine †Lycopteriformes Chang & Chou 1977
              - Ordine Hiodontiformes McAllister 1968 sensu Taverne 1979 ("mooneye")
              - Ordine Osteoglossiformes Regan 1909 sensu Zhang 2004 (arapaima)

            - Supercoorte Clupeocephala Patterson & Rosen 1977 sensu Arratia 2010
              - Coorte Otomorpha Wiley & Johnson 2010 (Otocephala; Ostarioclupeomorpha)
                - Subcoorte Clupei Wiley & Johnson 2010 (Clupeomorpha Greenwood et al. 1966)
                  - Ordine †Ellimmichthyiformes Grande 1982
                  - Ordine Clupeiformes Bleeker 1859 (aringhe, sardine, acciughe)

                - Subcoorte Alepocephali
                  - Ordine Alepocephaliformes Marshall 1962

                - Subcoorte Ostariophysi Sagemehl 1885
                  - Sezione Anotophysa (Rosen & Greenwood 1970) Sagemehl 1885
                    - Ordine †Sorbininardiformes Taverne 1999
                    - Ordine Gonorynchiformes Regan 1909 (pesce latte)

                  - Sezione Otophysa Garstang 1931
                    - Ordine Cypriniformes Bleeker 1859 sensu Goodrich 1909 (carpe, pesci zebra)
                    - Ordine Characiformes Goodrich 1909 (tetra, pacu, piranha)
                    - Ordine Gymnotiformes Berg 1940 (anguille elettriche e pesci coltello)
                    - Ordine Siluriformes Cuvier 1817 sensu Hay 1929 (pesci gatto)

              - Coorte Euteleosteomorpha (Greenwood et al. 1966) (Euteleostei Greenwood 1967 sensu Johnson & Patterson 1996)
                - Subcoorte Lepidogalaxii
                  - Lepidogalaxiiformes Betancur-Rodriguez et al. 2013 (pesce salamandra)

                - Subcoorte Protacanthopterygii Greenwood et al. 1966 sensu Johnson & Patterson 1996
                  - Ordine Argentiniformes (argentine e opistoprotti)
                  - Ordine Galaxiiformes
                  - Ordine Salmoniformes Bleeker 1859 sensu Nelson 1994 (salmoni e trote)
                  - Ordine Esociformes Bleeker 1859 (lucci)

                - Subcoorte Stomiati
                  - Ordine Osmeriformes (sperlani)
                  - Ordine Stomiatiformes Regan 1909 (pesci accetta)

                - Subcoorte Neoteleostei Nelson 1969
                  - Infracoorte Ateleopodia
                    - Ordine Ateleopodiformes

                  - Infracoorte Eurypterygia Rosen 1973
                    - Sezione Aulopa [Cyclosquamata Rosen 1973]
                      - Ordine Aulopiformes Rosen 1973 (pesce lancetta)

                    - Sezione Ctenosquamata Rosen 1973
                      - Subsezione Myctophata [Scopelomorpha]
                        - Ordine Myctophiformes Regan 1911 (pesci lanterna)

                      - Subsezione Acanthomorpha Betancur-Rodriguez et al. 2013
                        - Divisione Lampridacea Betancur-Rodriguez et al. 2013 [Lampridomorpha; Lampripterygii]
                          - Ordine Lampriformes Regan 1909 (pesce re, regaleco, pesci nastro)

                        - Divisione Paracanthomorphacea sensu Grande et al. 2013 (Paracanthopterygii Greenwood 1937)
                          - Ordine Percopsiformes Berg 1937 ("trout-perch")
                          - Ordine †Sphenocephaliformes Rosen & Patterson 1969
                          - Ordine Zeiformes Regan 1909 (pesce San Pietro)
                          - Ordine Stylephoriformes Miya et al. 2007
                          - Ordine Gadiformes Goodrich 1909 (merluzzi)

                        - Divisione Polymixiacea Betancur-Rodriguez et al. 2013 (Polymyxiomorpha; Polymixiipterygii)
                          - Ordine †Pattersonichthyiformes Gaudant 1976
                          - Ordine †Ctenothrissiformes Berg 1937
                          - Ordine Polymixiiformes Lowe 1838

                        - Divisione Euacanthomorphacea Betancur-Rodriguez et al. 2013 (Euacanthomorpha sensu Johnson & Patterson 1993; Acanthopterygii Gouan 1770 sensu])
                          - Subdivisione Berycimorphaceae Betancur-Rodriguez et al. 2013
                            - Ordine Beryciformes (pesci ananas) (incl. Stephanoberyciformes; Cetomimiformes)

                          - Subdivisione Holocentrimorphaceae Betancur-Rodriguez et al. 2013
                            - Ordine Holocentriformes (pesci scoiattolo)

                          - Subdivisione Percomorphaceae Betancur-Rodriguez et al. 2013 (Percomorpha sensu Miya et al. 2003; Acanthopteri)
                            - Serie Ophidiimopharia Betancur-Rodriguez et al. 2013
                              - Ordine Ophidiiformes (fierasfer)

                            - Serie Batrachoidimopharia Betancur-Rodriguez et al. 2013
                              - Ordine Batrachoidiformes (pesci rospo)

                            - Serie Gobiomopharia Betancur-Rodriguez et al. 2013
                              - Ordine Kurtiformes(pesci cardinale)
                              - Order Gobiiformes(scazzoni)

                            - Serie Scombrimopharia Betancur-Rodriguez et al. 2013
                              - Ordine Syngnathiformes (cavallucci marini, pesci trombetta e pesci ago)

                            - Serie Carangimopharia Betancur-Rodriguez et al. 2013
                              - Subserie Anabantaria Betancur-Rodriguez et al. 2014
                                - Ordine Synbranchiformes (anguille delle paludi)
                                - Ordine Anabantiformes (Labyrinthici) (gurami, anabate)

                              - Subserie Carangaria Betancur-Rodriguez et al. 2014
                                - Carangaria incertae sedis
                                - Ordine Istiophoriformes Betancur-Rodriguez 2013 (pesci spada e pesci vela)
                                - Ordine Carangiformes (pompano)
                                - Ordine Pleuronectiformes Bleeker 1859 (sogliole, rombi)

                              - Subserie Ovalentaria Smith & Near 2012 (Stiassnyiformes sensu Li et al. 2009)
                                - Ovalentaria incertae sedis
                                - Ordine Cichliformes Betancur-Rodriguez et al. 2013 (ciclidi, pesci foglia)
                                - Ordine Atheriniformes Rosen 1964 (latterini)
                                - Ordine Cyprinodontiformes Berg 1940 (killifish)
                                - Ordine Beloniformes Berg 1940 (pesci volanti e aguglie)
                                - Ordine Mugiliformes Berg 1940 (cefali)
                                - Ordine Blenniiformes Springer 1993 (blenni)
                                - Ordine Gobiesociformes Gill 1872 (succiascogli)

                            - Serie Eupercaria
                              - Eupercaria incertae sedis
                              - Ordine Gerreiformes (mojarras)
                              - Ordine Labriformes (pesci pappagallo)
                              - Ordine Caproiformes (pesci tamburo)
                              - Ordine Lophiiformes Garman 1899 (rane pescatrici)
                              - Ordine Tetraodontiformes Regan 1929 (pesci palla e pesci balestra)
                              - Ordine Centrarchiformes Bleeker 1859 (persici trota)
                              - Ordine Gasterosteiformes (spinarelli)
                              - Ordine Scorpaeniformes (scorfani)
                              - Ordine Perciformes